# Jane's Information Group
Jane's Information Group  або просто Janes чи Jane's — це глобальна компанія, що спеціалізується на розвідці на основі відкритих джерел у сферах оборони, національної безпеки, аерокосмічної та транспортної галузей.
Заснована в 1898 році Фредом Т. Джейном, коли було видано довідника «Всі бойові кораблі світу».
Протягом більшої частини свого існування компанія базується у Великому Лондоні (станом на 2023 рік вона розташована в Кройдоні).
Власниками групи були Thomson Corporation, The Woodbridge Company, IHS Markit, перш ніж у 2019 році її придбала Montagu Private Equity.
У березні 2022 року Джейнс придбала консультативну групу RWR, базовану в Вашингтоні, округ Колумбія.

## Публікації
Інтернет-видання:
- Jane's Terrorism and Insurgency Centre
- Jane's Defence Forecasts — Military Aircraft Programmes
- Jane's Defence Forecasts — Combat Vehicle Programmes
- Jane's Defence Forecasts — Military Vessel Programmes
- Jane's Chemical, Biological, Radiological and Nuclear Assessments
- Jane's Strategic Advisory Services
- Jane's Foreign Report

Щорічники:
- Jane's Aircraft Recognition Guide
- Jane's Fighting Ships
- Jane's World Railways
- Jane's All the World's Aircraft
- Jane's Vintage Aircraft Recognition Guide
- Jane's Guns Recognition Guide
- Jane's Defence Industry News
- Jane's Infantry Weapons

Періодичні видання:
- Janes Defense and Intelligence Review (об'єднані у 2021 Jane's International Defence Review і Jane's Intelligence Review);
- Jane's Navy International;
- Jane's Police Review (1893—2011);
- Jane's Airport Review (2011—2019).

Також компанії належав бренд комп'ютерних ігор Jane's Combat Simulations, під яким з 1995 по 2011 симулятори польотів і військово-морських баталій (з 1995 по 2000 ігри випускала за ліцензією Jane's компанія Electronic Arts, потім — ряд інших компаній).
Видання 2019 року посібника з англійської граматики The Associated Press Stylebook посилається на Jane's All the World's Aircraft та Jane's All the World Fighting Ships як на джерела правильних назв літаків і військових кораблів.